# گورستان سلطنتی قیاعه
گورستان سلطنتی قیاعه (royal necropolis of Ayaa) یک گورستان فنیقی است که در خارج از شهر باستانی صیدا در لبنان امروزی واقع شده‌است. این گورستان در سال ۱۸۷۷ توسط یک کارگر معدن محلی کشف شد و توسط باستان‌شناس عثمانی، عثمان حمدی‌بیگ، کاوش شد. این گورستان محل دفن شاهان و نخبگان صیدونی بود که به عصر آهن بازمی‌گردد.
گورستان سلطنتی قیاعه نام مجموعه‌ای از دو معبد زیرزمینی در شهر صیدا لبنان است که در مجموع ۲۱ گور سنگی از شاهان و اشراف باستانی منطقه را در خود جای داده بود. گورستان سلطنتی قیاعه مشهورترین مقبره سلطنتی شاهنشاهی هخامنشی صیدون (صیدای امروزی) است. این گورهای سنگی از خوشه‌ای از اتاق‌های تدفین زیرزمینی حفر شده در سنگ تشکیل شده‌اند که از طریق چاه‌های عمودی قابل دسترسی هستند. 
صیدا یک شهر ساحلی در لبنان و از دولت‌شهرهای برجسته فنیقی‌ها بود. گورهای سنگی این مجموعه از نظر سبک بسیار متنوع بودند و شامل سبک‌های مصری، یونانی، لیکیایی و فنیقی می‌شدند. فنیقی‌ها آیین‌های تدفین متنوعی از جمله خاکسپاری و خاکستر کردن را اجرا می‌کردند. در حالی که مدارک مکتوب در مورد اعتقادات آنها به زندگی پس از مرگ کمیاب است، شواهد باستان‌شناسی نشان می‌دهد که آنها به زندگی پس از مرگ معروف به «خانه ابدیت» اعتقاد داشتند. محل‌های دفن در عصر آهن فنیقه، مانند مقبره قیاعه، معمولاً در خارج از شهرک‌ها قرار داشتند و انواع مختلف مقبره و شیوه‌های تدفین را در بر می‌گرفتند.
شواهد باستان‌شناسی از گورستان سلطنتی قیاعه اطلاعاتی در مورد آداب و رسوم و باورهای تدفین فنیقی‌ها در مورد زندگی پس از مرگ ارائه می‌دهد. وجود بقایای سوزانده شده و اجساد سالم نشان می‌دهد که فنیقی‌ها هم سوزاندن و هم دفن را انجام می‌دادند. تابوت‌های نفیس و اشیاء تدفین نشان‌دهنده باور به زندگی پس از مرگ است، جایی که متوفی به نوعی به حیات خود ادامه می‌دهد.

## کشف و کاوش
گورستان سلطنتی قیاعه در پای تپه هلالیه، در ارتفاع ۳۵ متری و تقریباً ۵۰۰ متری از دریا، در حومه شهر صیدا واقع شده بود. این مکان قبلاً توسط خاورشناس و محقق مطالعات کتاب مقدس فرانسوی، ارنست رنان بررسی شده بود که به وجود بقایای سنگ نما ی باستانی اشاره کرده بود. این قطعه متعلق به محمد شریف افندی، یک محلی صیدون بود که زمین را برای مصالح ساختمانی استخراج می‌کرد.
گورستان سلطنتی قیاعه در سال ۱۸۷۷ توسط یک کارگر معدن محلی در حین استخراج سنگ برای مصالح ساختمانی کشف شد. کشف این گورستان به ویلیام کینگ ادی، کشیش پروتستان آمریکایی، نسبت داده شد که از طریق کارگر معدن از این یافته مطلع شد و آن را به رسانه‌ها گزارش داد. مقامات عثمانی به سرعت متوجه این موضوع شدند و عثمان حمدی بی، باستان‌شناس، را برای نظارت بر کاوش‌ها منصوب کردند.
فرایند کاوش شامل برداشتن و حمل و نقل دقیق تابوت‌ها به موزه باستان‌شناسی استانبول بود. کاوش دو طاق دفن را با مجموع ۲۱ تابوت آشکار کرد. این تابوت‌ها از مواد مختلفی از جمله سنگ آهک، مرمر و سنگ سیاه ساخته شده بودند و با کنده کاری‌ها و کتیبه‌های نفیس تزئین شده بودند.

## تابوت‌ها و اشیاء خاکسپاری
تابوت‌های گورستان سلطنتی قیاعه با ظرافت تزئین شده بودند و مهارت هنری فنیقی‌ها را نشان می‌دادند. برخی از تابوت‌ها صحنه‌هایی از اساطیر یونان را به تصویر می‌کشیدند، در حالی که برخی دیگر سوگواران یا تشییع جنازه را نشان می‌دادند. این تزئینات اطلاعات ارزشمندی در مورد باورهای فنیقی‌ها در مورد مرگ و زندگی پس از مرگ ارائه می‌دهد.
تابوت‌ها همچنین حاوی بقایای شاهان و نخبگان صیدونی، به همراه اشیاء تدفین مانند جواهرات، سفال و منسوجات بودند. این اشیاء تدفین اهداف متعددی داشتند. آنها می‌توانستند به عنوان دارایی‌هایی برای همراهی با متوفی در زندگی پس از مرگ، نمادی از موقعیت اجتماعی و ثروت یا هدایایی برای آرام کردن خدایان دیده شوند.

## اهمیت کشف
کشف گورستان سلطنتی قیاعه یک یافته باستان‌شناسی مهم بود که بر روی آداب و رسوم و باورهای تدفین فنیقی‌ها نور افکند. تزئینات غنی تابوت‌ها و وجود اشیاء تدفین، اطلاعات ارزشمندی در مورد سلسله مراتب اجتماعی، سبک‌های هنری و باورهای مذهبی فنیقی‌ها ارائه داد.
این کاوش همچنین نقش حیاتی در توسعه باستان‌شناسی عثمانی ایفا کرد. روش‌های کاوش دقیق عثمان حمدی‌بیگ استانداردی جدید برای عملکرد باستان‌شناسی در منطقه تعیین کرد. این کشف همچنین به تأسیس موزه باستان‌شناسی استانبول به عنوان یک مؤسسه مهم برای نگهداری و نمایش اشیاء از سراسر امپراتوری عثمانی کمک کرد.